# Sparasion striativentre
Sparasion striativentre är en stekelart som beskrevs av Szabó 1973. Sparasion striativentre ingår i släktet Sparasion och familjen Scelionidae. Inga underarter finns listade i Catalogue of Life.